# Christian Klees
Christian Klees, född 24 juni 1968 i Eutin, är en tysk sportskytt.
Klees blev olympisk guldmedaljör i gevär vid sommarspelen 1996 i Atlanta.